# MTV Live
MTV Live (anciennement MTV Live HD en Europe) est une chaîne de télévision détenue par la branche Paramount Networks EMEAA, appartenant au groupe Paramount Global .

## Identité visuelle et slogan

### Slogan
- « Let there be music »

### Logos

Logo de MTV Live HD du 1er juillet 2011 à octobre 2013.
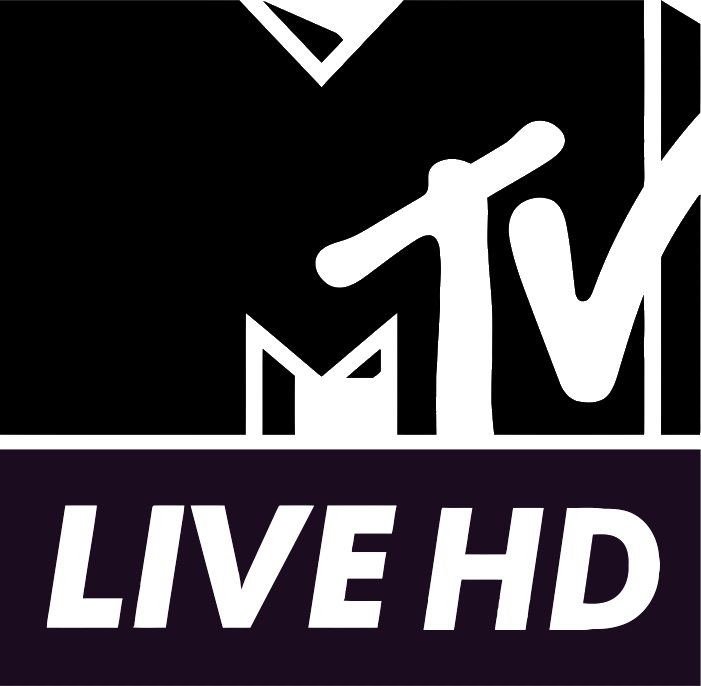
Logo de MTV Live HD du octobre 2013 à 2017.
Logo de MTV Live HD du 2017 à 2021.
Logo de MTV Live depuis 2021

## Programmes

### Émissions de télévision
La présente liste est non exhaustive :
- 10/20/50/100 Top Videos With Artists
- 100% Live
- Behind the Music
- Celebrity Bites
- Celebrity Charts
- Chartblast
- HD Essentials
- HD Extreme
- HD Live Countdown
- Hot Right Now!
- LoveBox
- MTV 360 Live Sessions
- MTV Asks
- MTV at the Movies
- MTV Live
- MTV Live Vibrations
- MTV Meets
- MTV News International
- MTV Themed Weekends
- MTV Themed Weeks
- MTV Unplugged
- MTV World Stage
- Music Alphabet
- Snowboarding 2012/2013
- Top 10 Live
- Top 50
- The Life & Rhymes of…
- This Week's MTV Top 20
- UnCompressed
- VH1 Soul Stage
- VH1 Storytellers
- Wireless 2014: The Best Bits

### Cérémonies
- MTV Video Music Awards : la plus grande cérémonie musicale du monde. La première édition s'est déroulée en 1984 à New York et fut présentée Dan Aykroyd et Bette Midler.
- MTV Europe Music Awards : le plus grand spectacle musical européen qui a lieu chaque année dans une grande ville d'Europe. La première édition, présentée par Tom Jones, s'est déroulée à Berlin le 24 novembre 1994.
- MTV Movie Awards : la cérémonie qui récompense les meilleurs films. Première diffusion : le 10 septembre 1992, enregistrée aux Walt Disney Studios à Burbank, en Californie.
- Rock am Ring : c'est un festival de musique à programmation rock se tenant dans l'ouest de l'Allemagne. La première édition a eu lieu en 1985.

## Animateurs
- Alice Levine
- Becca Dudley
- Bluey Robinson
- Carmen Electra
- Daniel Eric Rosenberg
- Emmie Beretta
- Laura Whitmore
- Natasha Gilbert
- Samantha Rowley

## Disponibilité
MTV Live HD est disponible dans un nombre de pays en Europe, au Maghreb, au Moyen-Orient, en Amérique du Sud et en Asie, dont notamment :
- Europe

Allemagne, Autriche, Belgique, Bulgarie, Croatie, Hongrie, Espagne, Estonie, Danemark, Finlande, Grèce, Italie, Lettonie, Lituanie, Norvège, Pays-Bas, Pologne, République tchèque, Roumanie, Royaume-Uni, Russie, Slovaquie, Suède, Suisse, Turquie, Ukraine.
- Maghreb et Moyen-Orient

Algérie, Arabie saoudite, Bahreïn, Égypte, Émirats arabes unis, Irak, Israël, Jordanie, Koweït, Liban, Libye, Maroc, Oman, Qatar, Syrie, Tunisie, Yémen.
- Amériques

Argentine, Chili, Colombie, Équateur, Mexique, Paraguay, Pérou,  Uruguay, Venezuela.
- Asie

Chine, Indonésie, Malaisie, Maldives, Mongolie, Philippines, Singapour, Taïwan.
La chaîne n'est plus diffusée en France depuis le 9 avril 2013 à la suite de l'arrivée des chaînes MTV françaises en HD.